# St.-Antonius-Kapelle (Hakenberg)

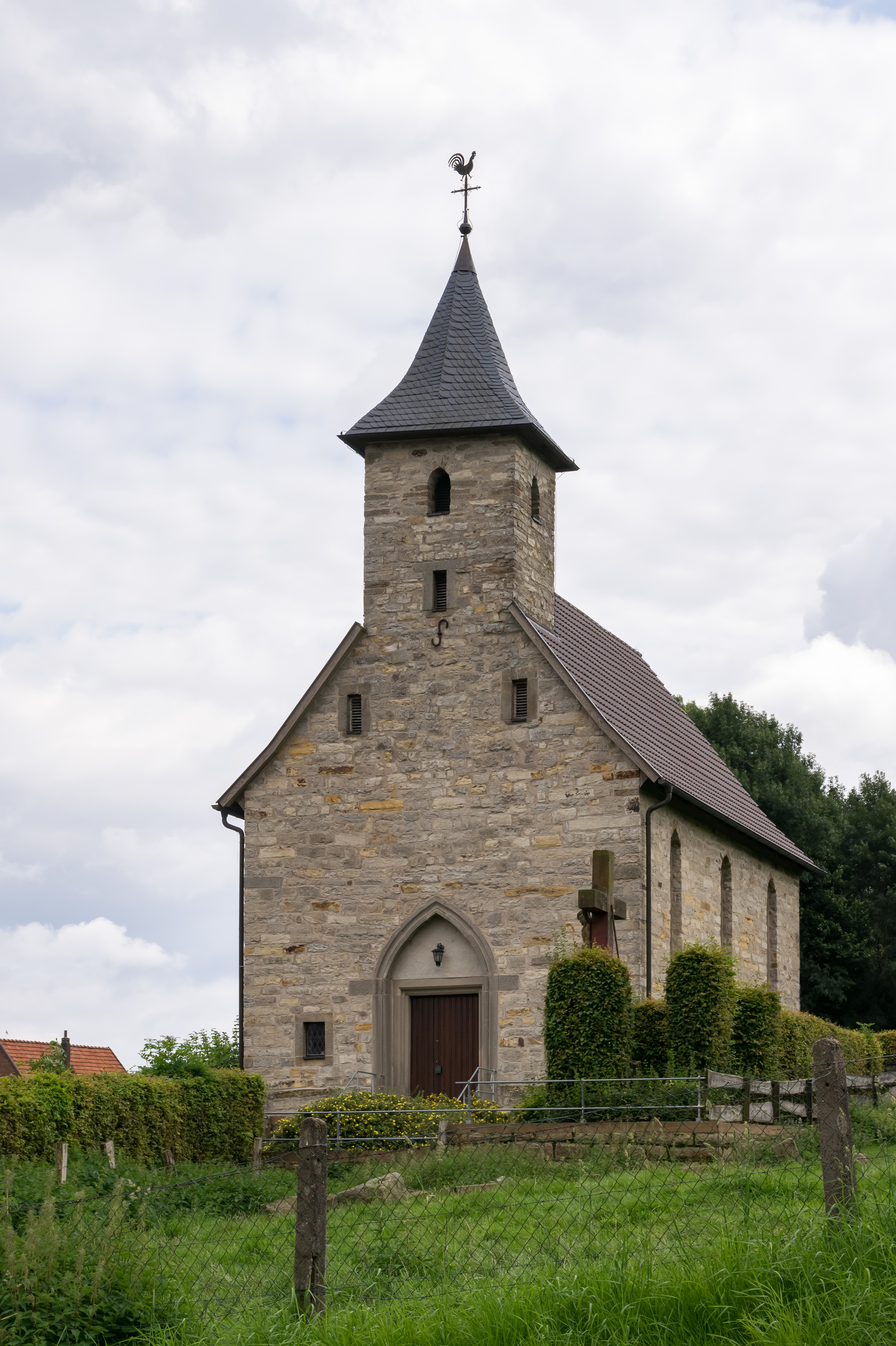
Kapelle St. Antonius von Padua in Hakenberg

Die St.-Antonius-Kapelle liegt im Ort Hakenberg (Stadt Lichtenau), Kreis Paderborn.

## Geschichte
Das Gebäude der Kapelle wurde im Jahr 1751 gebaut. Am 9. November des gleichen Jahres wurde den Hakenberger Bürgern aufgetragen, sich gut um das Gotteshaus zu kümmern und es instand zu halten. Trotzdem wurde das Bauwerk in der Mitte des 19. Jahrhunderts mit der Zeit baufällig. Daraufhin wurden im Jahr 1896 das Dach und die Decke renoviert. Wenige Zeit später wurden auch die Wandmalereien instand gesetzt. Eine weitere Restauration fand im Jahr 1999 statt.